# Salticus paludivagus
Salticus paludivagus là một loài nhện trong họ Salticidae.
Loài này thuộc chi Salticus. Salticus paludivagus được Hippolyte Lucas miêu tả năm 1846.